# Encre comestible

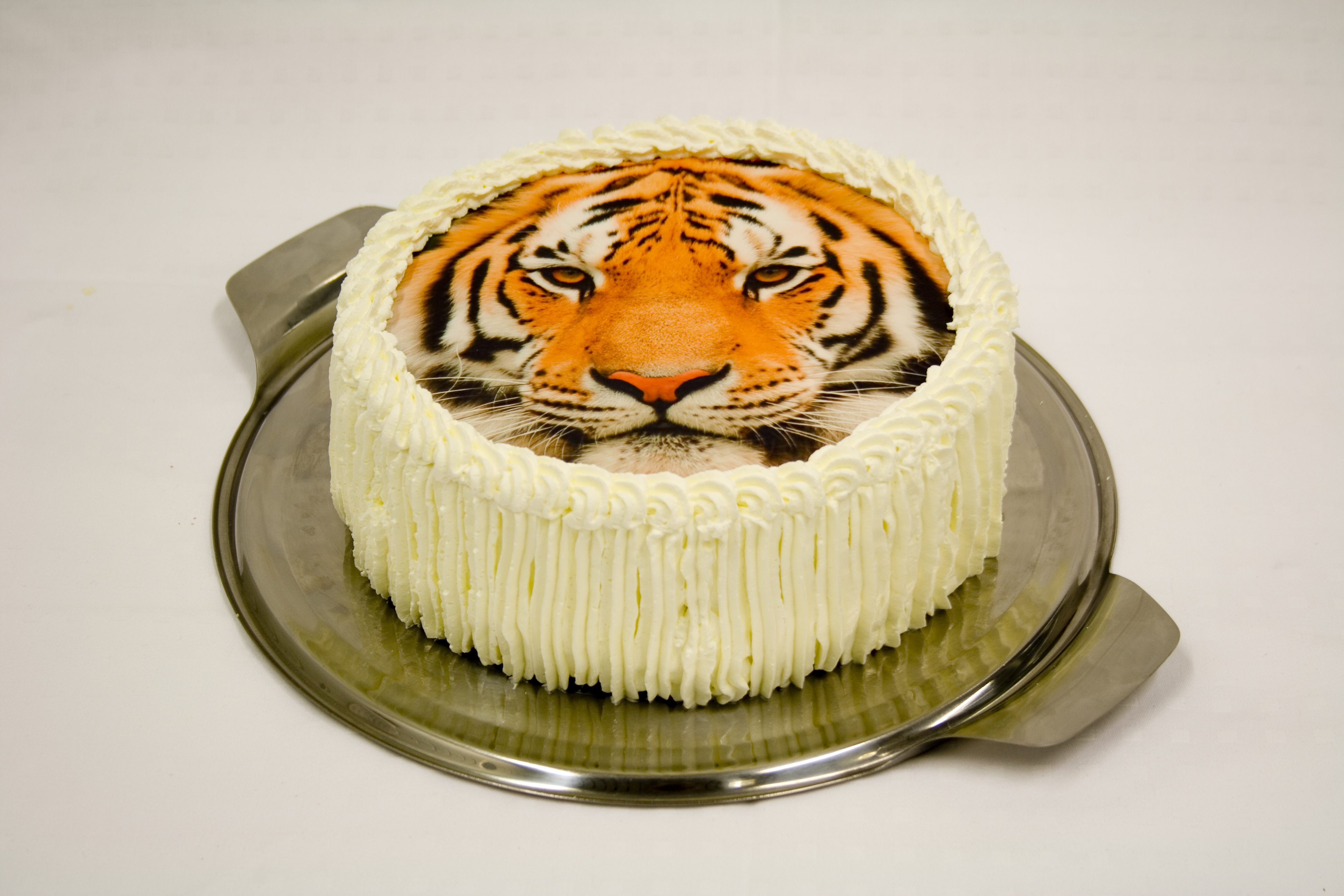
Un gâteau sur lequel est imprimée la photographie d'un tigre avec une encre comestible.

L'encre comestible est à la base d'un processus de création d'images pré-imprimées avec des couleurs alimentaires comestibles sur divers produits de confiserie tels que les biscuits, les gâteaux et les pâtisseries. Les dessins réalisés à l'encre comestible peuvent être soit pré-imprimés, soit créés à l'aide d'une imprimante à encre comestible, un appareil spécial qui transfère une image sur un papier mince et comestible.

## Dans l'antiquité
Sans être goûteuses, les premières encres à base de produits naturels (noir de fumée et gélatine) étaient comestibles, mais les encres modernes ne l'étaient pas. Il a fallu donc réinventer des encres alimentaires.

## Papier
Les premiers papiers de ce procédé utilisaient du papier de riz, tandis que les versions modernes utilisent des feuilles de glaçage. Le premier brevet américain pour l'impression alimentaire, tel qu'il s'applique à l'impression d'encre comestible, a été déposé par George J. Krubert de la Keebler Company et accordé en 1981. Un tel papier se mange sans effets néfastes. La plupart des papiers comestibles n'ont pas de saveur significative et leur texture est limitée. Le papier comestible peut être imprimé par une imprimante standard et, lorsqu'il est appliqué sur une surface humide, il se dissout tout en conservant une haute résolution. L'effet final est que l'image (généralement une photographie) sur le papier semble être imprimée sur le glaçage.
Le papier comestible est composé d'amidons et de sucres et imprimé avec des couleurs alimentaires comestibles. Certaines encres et certains papiers comestibles ont été approuvés par la Food and Drug Administration et portent le label « reconnu sûr ».